# Rhytidoponera rufithorax
Rhytidoponera rufithorax is een mierensoort uit de onderfamilie van de Ectatomminae. De wetenschappelijke naam van de soort is voor het eerst geldig gepubliceerd in 1941 door Clark.